# Groupement de soutien de la base de défense de Besançon
Le groupement de soutien de la base de défense de Besançon (GSBdD BSN) est un organisme militaire interarmées du service du commissariat des armées créé le 1er janvier 2011. Il est né du groupement de soutien de la base de défense pilote de Besançon, créé au 1er janvier 2010. Son rôle est de soutenir, dans les domaines de l'administration générale et du soutien commun, toutes les unités militaires stationnées dans le périmètre de la base de défense de Besançon.
Il a succédé au 7e bataillon du train.
Son état-major est situé au sein du quartier Joffre à Besançon.